# Beuren (Badenia-Wirtembergia)
Beuren – miejscowość i gmina uzdrowiskowa w Niemczech, w kraju związkowym Badenia-Wirtembergia, w rejencji Stuttgart, w regionie Stuttgart, w powiecie Esslingen, wchodzi w skład wspólnoty administracyjnej Neuffen. Leży w Jurze Szwabskiej, ok. 20 km na południe od Esslingen am Neckar.